# 倫貝克
倫貝克（Rumbek）是南蘇丹共和國的都市，湖泊州的首府，位在朱巴西北部。第二次蘇丹內戰結束之後，曾做為南蘇丹的临时首都。人口約3萬（2011年）。